# Sugar Mountain: Live at Canterbury House 1968
Sugar Mountain: Live at Canterbury House 1968 är ett livealbum av Neil Young, utgivet 2008 som en del av hans Archives Performance Series. Det är inspelat under två konserter, akustiska soloframträdanden, på Canterbury House i Ann Arbor, Michigan i november 1968.
Inspelningen av titellåten "Sugar Mountain" från denna konsert hade tidigare funnits med på samlingsalbumet Decade och även använts som singelbaksida. I övrigt finns på albumet flera Buffalo Springfield-låtar samt låtar från solodebutalbumet Neil Young, utgivet 1968.

## Låtlista
1. "Emcee Intro." - 0:45
2. "On the Way Home" - 2:51
3. "Songwriting Rap" - 3:12
4. "Mr. Soul" - 3:13
5. "Recording Rap" - 0:30
6. "Expecting to Fly" - 2:38
7. "The Last Trip to Tulsa" - 8:35
8. "Bookstore Rap" - 4:26
9. "The Loner" - 4:41
10. ""I Used to..." Rap" - 0:37
11. "Birds" - 2:16
12. "Winterlong/Out of My Mind Intro" - 1:38
13. "Out of My Mind" - 2:07
14. "If I Could Have Her Tonight" - 2:34
15. "Classical Gas Rap" - 0:40
16. "Sugar Mountain Intro" - 0:29
17. "Sugar Mountain" - 5:46
18. "I've Been Waiting for You" - 2:04
19. "Songs Rap" - 0:37
20. "Nowadays Clancy Can't Even Sing" - 4:43
21. "Tuning Rap & The Old Laughing Lady Intro" - 3:06
22. "The Old Laughing Lady" - 7:25
23. "Broken Arrow" - 5:08